# جیرولامو گنگا
جیرولامو گنگا (انگلیسی: Girolamo Genga; حدود ۱۴۷۶ – ۱۱ ژوئیهٔ ۱۵۵۱) نقاش، معمار، و مجسمه‌ساز اهل ایتالیا بود.